# 水沢ダム
水沢ダム（みずさわダム）は、秋田県山本郡八峰町、二級河川水系水沢川に建設された洪水調節・かんがいを目的としたダムである。
受益地は511ha、建設費は73億円である。ダム設計から難工事になった基礎処理、地震災害対策工法、河川環境の維持保全に至るまで農業土木の高度な技術力を結集して完成した。

## 峰水湖

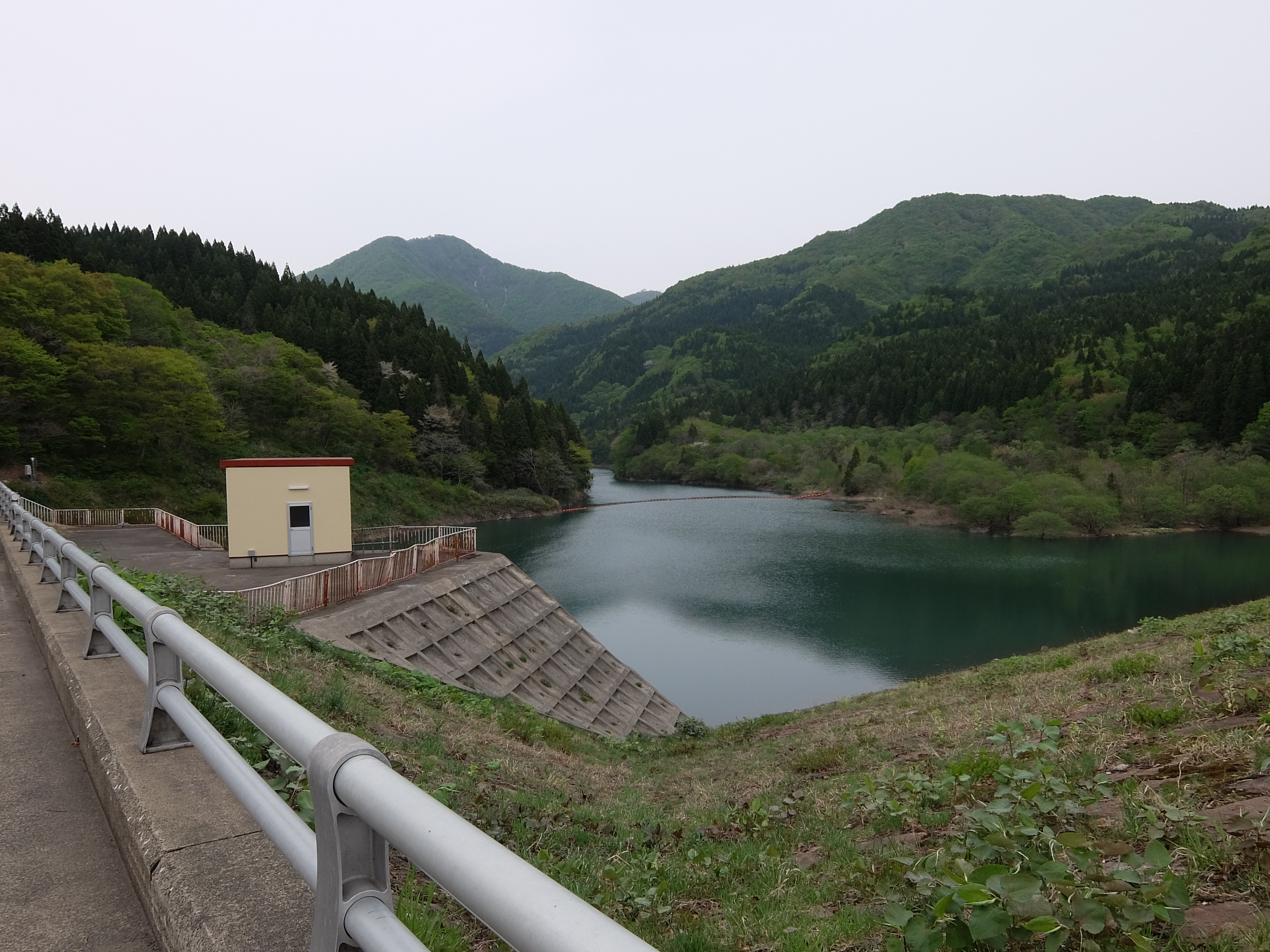
水沢ダム 遠方に水沢山

ダムにより形成されたダム湖は峰水湖（ほうすいこ）と名付けられ、周囲の森は白神山系水沢川源流の森として水源の森百選に指定されている。また、下流には菅江真澄が桃源郷と評した手這坂がある。